# Gyroprora ochrias
Gyroprora ochrias là một loài bướm đêm trong họ Noctuidae.